# Coccothera
Coccothera is een geslacht van vlinders van de familie bladrollers (Tortricidae).

## Soorten
- C. areata (Meyrick, 1918)
- C. ferrifracta Diakonoff, 1968
- C. spissana (Zeller, 1852)
- C. victrix (Meyrick, 1918)